# Mister Grand International 2023
Míster Grand International 2023 fue la 6.ª edición del certamen Míster Grand International correspondiente al año 2023. La final se llevó a cabo el 15 de enero, en Huelva, España. Candidatos de más de 30 países y territorios autónomos compitieron por el título. Al final del evento Michael Pelletier, Míster Grand International 2022, de Suiza, entregó su título a su sucesor, Seif Al Walid Harb de Líbano.

## Resultados
| Posiciones                      | Concursante |
| ------------------------------- | --- |
| Mister Grand International 2023 | - Líbano – Seif Al Walid Harb |
| Primer finalista                | - Singapur – Igor Cheban |
| Segundo finalista               | - Tailandia – Sean Sirinutt Cholvibool |
| Tercer finalista                | - Polonia – Michal Kalcowski |
| Cuarto finalista                | - Corea del Sur – Jun Sung |
| Quinto finalista                | - Filipinas – Jesús Guinto |
| Semifinalistas (Top 12)         | - Italia – Alex Pucino - Vietnam – Nguyen hoang Tung - Francia – Bastien Chaubet - Brasil – Marcio Camargos - Venezuela – Jesus Rincon - España – Asier Garcia |
| Cuartofinalistas (Top 16)       | - Colombia – Juan Sebastián Hurtado - República Checa – Matteo Lucano - Bélgica – Luciano Camara - República Dominicana – Fernando Nolasco                     |

### Premios Especiales
| Título              | Candidato                              |
| ------------------- | -------------------------------------- |
| Mister Talento      | - Polonia – Michal Kalcowski           |
| Mister Personalidad | - Kosovo – Blerim Asani                |
| Mister Top Model    | - Tailandia – Sean Sirinutt Cholvibool |
| Mister Turismo      | - Puerto Rico – Julio Prieto           |

## Candidatos
32 candidatos han sido confirmados para competir por el título de Míster Grand International 2023:
| País/Territorio      | Candidato                 | Continente |
| -------------------- | ------------------------- | ---------- |
| Alemania             | Alex Demian               | Europa     |
| Bélgica              | Luciano Camara            | Europa     |
| Brasil               | Marcio Camargos           | Americas   |
| Bahamas              | Vjaughn Ingraham          | Caribe     |
| Camboya              | Vutchy Touch              | Asia       |
| Colombia             | Juan Sebastián Hurtado    | Americas   |
| Ecuador              | Gesu Cacurri              | Americas   |
| España               | Asier Garcia              | Europa     |
| Etiopía              | Amanuel Dangarsa Damene   | Africa     |
| Filipinas            | Jesús Guinto              | Asia       |
| Francia              | Bastien Chaubet           | Europa     |
| Haití                | Samuel Saint Juste        | Caribe     |
| Honduras             | Alerxon Mendez            | Americas   |
| India                | Satya Vishwanadh          | Asia       |
| Italia               | Alex Pucino               | Europa     |
| Corea del Sur        | Jun Sung                  | Asia       |
| Kosovo               | Blerim Asani              | Europa     |
| Líbano               | Seif Al Walid Harb        | Asia       |
| Martinica            | Dermille Germe            | Europa     |
| Nepal                | Millenium Shah            | Asia       |
| Panamá               | Carlos Pellicier          | Americas   |
| Polonia              | Michal Kalcowski          | Europa     |
| Puerto Rico          | Julio Prieto              | Caribe     |
| República Checa      | Matteo Lucano             | Europa     |
| República Dominicana | Fernando Nolasco          | Caribe     |
| Sierra Leona         | Saheed Saidu Gbla         | Africa     |
| Singapur             | Igor Cheban               | Asia       |
| Sri Lanka            | Ewan Tissara              | Asia       |
| Tailandia            | Sean Sirinutt Cholvibool  | Asia       |
| Trinidad y Tobago    | Stephen Christian Bassano | Caribe     |
| Venezuela            | Jesus Rincon              | Americas   |
| Vietnam              | Nguyen hoang Tung         | Asia       |